# Octoblepharum stramineum
Octoblepharum stramineum là một loài rêu trong họ Octoblepharaceae. Loài này được Mitt. mô tả khoa học đầu tiên năm 1869.